# Macromitrium pullenii
Macromitrium pullenii är en bladmossart som beskrevs av Vitt in Vitt, T. Koponen och J.C. Norris 1995. Macromitrium pullenii ingår i släktet Macromitrium och familjen Orthotrichaceae. Inga underarter finns listade i Catalogue of Life.